# سولیونی (باشقیرستان)
سولیونی (انگلیسی: Solyony, Republic of Bashkortostan) یک شهرک در شهرستان ایشیمبایسکی استان باشقیرستان کشور روسیه است.